# 4114 Jasnorzewska
4114 Jasnorzewska (1982 QB1) là một tiểu hành tinh vành đai chính được phát hiện ngày 19 tháng 8 năm 1982 bởi Zdeňka Vávrová ở Klet.